# Canindé de São Francisco (ort)
Canindé de São Francisco är en ort i Brasilien.   Den ligger i kommunen Canindé de São Francisco och delstaten Sergipe, i den östra delen av landet, 1 300 km nordost om huvudstaden Brasília. Canindé de São Francisco ligger 179 meter över havet och antalet invånare är 11 052.
Terrängen runt Canindé de São Francisco är platt åt sydväst, men åt nordost är den kuperad. Runt Canindé de São Francisco är det ganska glesbefolkat, med 24 invånare per kvadratkilometer.. Det finns inga andra samhällen i närheten. 
Omgivningarna runt Canindé de São Francisco är huvudsakligen savann.